# Popești (gmina Tetoiu)
Popești – wieś w Rumunii, w okręgu Vâlcea, w gminie Tetoiu. W 2011 roku liczyła 375 mieszkańców.